# UFC Fight Night: Moicano vs. Korean Zombie
UFC Fight Night: Moicano vs. Korean Zombie (eller UFC Fight Night 154, eller UFC on ESPN+ 12) var en MMA-gala som arrangerades av UFC och ägde rum 22 juni 2019 i Greenville, SC,  USA.

## Bakgrund
Huvudmatchen var en match mellan Renato Moicano och "The Korean Zombie" Chan Sung Jung. 
Galan var den första UFC anordnat i South Carolina.

## Skador/Ändringar
En match mellan Markus Perez och Deron Winn var planerad, men 9 maj 2019 rapporterades det att Perez skadat sig och ersatts av Bruno Silva.
En bantamviktsmatch var planerad mellan Cody Stamann och Rob Font, men Stamann drog sig ur på grund av skada och ersattes av John Lineker.
Deron Winn skulle ha mött Bruno Silva i en mellanviktsmatch, men Silva tvingades lämna återbud dagar innan fighten på grund av ett positivt USADA-test.
Bantamviktsmatchen mellan John Lineker och Rob Font ströks efter att Lineker tvingades lämna återbud sent på kvällen torsdag 20 juni. Eftersom det var så nära inpå matchdagen kunde inte UFC hitta en ny motståndare åt Font.

## Resultat
1. ↑  Näst snabbaste tungvikts-KO:n genom tiderna.

## Bonusar
- Fight of the Night: Deron Winn vs. Eric Spicely
- Performance of the Night: Jairzinho Rozenstruik och Chan Sung Jung